# Naram-Sin

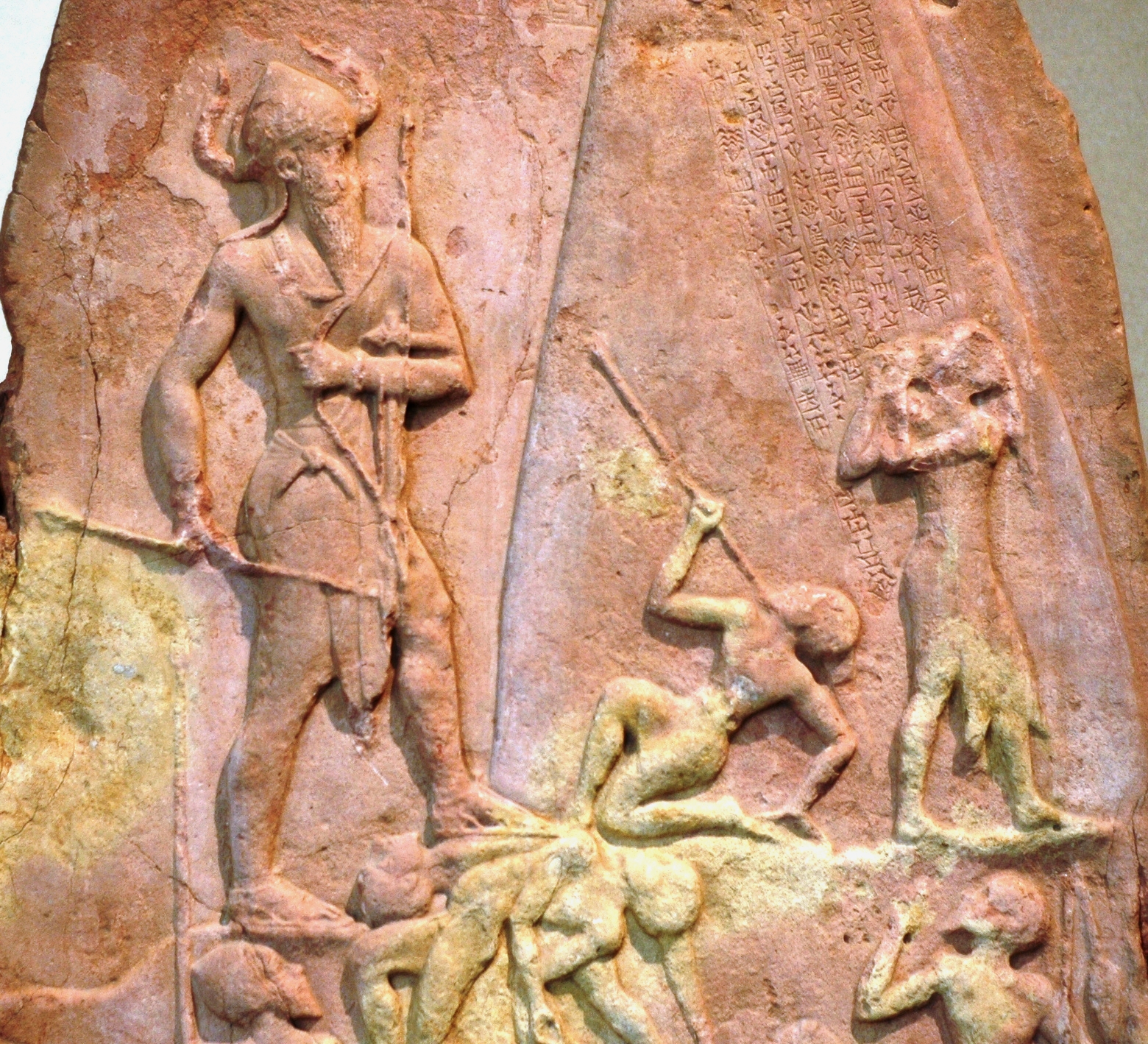
Naram-Sin-stele i Louvren

Naram-Sin, född omkring 2254 f.Kr., död 2218 f.Kr., var en betydelsefull kung av den gammalakkadiska dynastin och sonson till dess grundare Sargon av Akkad. Hans namn betyder på akkadiska "Älskad av (månguden) Sin".
Naram-Sin är känd för att ha företagit många fälttåg genom vilka han skapade ett rike som omfattade hela Mesopotamien och många av denna regions närområden. Han är den förste mesopotamiska härskare som i sin titulatur kallar sig "kung över de fyra världsändarna", en magnifik titel i dåtidens världsbild.
Han blev också känd i eftervärldens tolkning som den kung som i den mesopotamiska statsideologin först lät gudomligförklara sig. Han är nämligen den förste härskare som skrev sitt namn i kilskrift med ett så kallat gudadeterminativ. En annan mer närliggande tolkning är dock att gudadeterminativet syftar på guden Sin i hans namn.

## Biografi
Naram-sin var son till  Manishtushu, brorson till kung Rimush och barnbarn till Sargon av Akkad och dennes fru Tashlultum. Hans faster var överprästinnan En-hedu-ana.

### Regeringsperiod.
Naram-sin påbörjade sin tid som konung med att besegra kung Manium av Magam, efter det besegrade han flera bergsstammar i Zargos, Taurus och Amanusbergen. Han expanderade det akkadiska riket till medelhavet i väst och in i nuvarande Armenien i norr. På hans Seger-stele avbildas Naram-Sin som en gudakung bestigandes ett berg över sina soldater och sina besegrade fiender, som i stelen är Lullubier (Ett folk som under perioden levde i zargosbergen) ledda av kung Satuni. Enligt Sumeriska kungalistan härskade Naram-sin i 56 år. För trettio av dessa år finns årsnamnen kvar och de beskriver olika kampanjer mot platser som Uruk och Subartu. Ett bevarat årsnamn (vars år dock är okänt) beskriver följande "Året då Naram-sin besegrade  Simurrum (en Mesopotamisk stadsstat) i Kirasheniwe och tog tillfånga Baba, guvernören av Simurrum och Dubul, kung av Arame". Andra årsnamn nämner hur han uppfört tempel i Akkad, Nippur och Zabala, han skall även ha uppfört administrativa center i Nagar och Nineveh. Under Naram-Sin verkar Kish ha rest sig i revolt, upproret krossades dock. 

### Akkads förbannelse
En Mesopotamisk myt omtalas i en dikt vid namn "Agades (Akkads) förbannelse: Ekurs hämnd"  och talar om hur det stora rike Sargon byggt upp kunde falla samt om förstörelsen av Akkad. Dikten skrevs flera hundra år efter Naram-Sins död och poetens mål är att förklara hur det kom sig att Gutierna lyckades erövra Sumer. Dikten börjar med att beskriva Akkad på sin höjdpunkt innan dess fall och fortsätter sedan med att berätta att Naram-Sin förargat huvudguden Enlil genom att plundra hans tempel i Nippur. Enlil kallar till sig Gutierna från kullarna öst om Tigrisfloden och beordrar dem att förgöra allt i sin väg. Gutierna för med sig pest, svält och död när de drar fram över Mesopotamien och matpriserna stiger. Dikten berättar att ett lamm nu endast går att sälja för ett halvt sila (425 ml) säd, ett halvt sila olja eller ett halvt mina (250 g) ull. För att rädda hela Sumer från undergång samlas 8 gudar (Inanna, Enki, Sin, Ninurta, Utu, Ishkur, Nusku och Nidaba) och diskuterar vad som kan göras. Till slut kommer de fram till att de kan rädda Sumer och blidka Enlil genom att låta staden Akkad förgöras. Gudarna kastar därmed en förbannelse över Akkad om stadens förgörelse och det är därmed vad som sker. Sumer räddas dock från undergång genom denna handling. Dikten slutar med följande beskrivning av Akkad
"Och inför Utu på den dagen, så blev det. I Kanalernas dragvägar växer gräset sig långt, på dess vagnvägar växer sorgens gräs. Kanalerna är fyllda av lera och vildgetter och ormar från bergen låter ingen längre passera. På dess fält där fina växter växt växer nu endast tårars vass. Agade, dess flödande friska sötvatten flödar nu som bittert (bräckt) vatten. Den som sade "jag vill bo där" hittade ingen boplats. Den som sade "Jag vill vila i Agade" hittade ingenstans att vila. Prisa Innana för Agades fall."

### Gutiernas intrång
De gutiska räderna på det Akkadiska imperiet var förödande men det är oklart hur mycket de påverkade Sumer under Naram-Sins tid. Naram-Sins son Shar-Kali-Sharri kan ha ärvt ett mer eller mindre intakt imperium eller så ärvde han enbart Akkad med dess närliggande territorium. Gutierna blev kvar i Mesopotamien i ungefär 100 år innan de drevs ut och Ur tog makten i Mesopotamien under Urs tredje dynasti. 